# Coronel Domingos Soares
Coronel Domingos Soares – miasto i gmina w Brazylii, w stanie Parana. Znajduje się w mezoregionie Centro-Sul Paranaense i mikroregionie Palmas.